# Équipe d'Uruguay de football à la Copa América 1927
L'équipe d'Uruguay de football participe à sa 10e Copa América lors de cette édition 1927 qui a eu lieu à Lima au Pérou du 30 octobre au 27 novembre 1927.

## Résultats

### Classement final
Les quatre équipes participantes sont réunies au sein d'une poule unique où chaque formation rencontre une fois ses adversaires. À l'issue des rencontres, l'équipe classée première remporte la compétition.
|   | Équipe    | Pts | J | G | N | P | BP | BC | Diff |
| - | --------- | --- | - | - | - | - | -- | -- | ---- |
| 1 | Argentine | 6   | 3 | 3 | 0 | 0 | 15 | 4  | +11  |
| 2 | Uruguay   | 4   | 3 | 2 | 0 | 1 | 15 | 3  | +12  |
| 3 | Pérou     | 2   | 3 | 1 | 0 | 2 | 4  | 11 | -7   |
| 4 | Bolivie   | 0   | 3 | 0 | 0 | 3 | 3  | 19 | -16  |

| 1er novembre | Uruguay   | 4 | 0 | Pérou   |
| 6 novembre   | Uruguay   | 9 | 0 | Bolivie |
| 20 novembre  | Argentine | 3 | 2 | Uruguay |

### Matchs
| 1er novembre 1927                                                                                        | Uruguay                                    | 4 – 0                                                                                                   | Pérou | Estadio Nacional (Lima)                              |                                                      |
| | Figueroa 49e · Sacco 52e, 71e · Castro 75e | (0 - 0)                                                                                                 |       | Spectateurs : 22 000 Arbitrage : Consolato Nay Foino | Spectateurs : 22 000 Arbitrage : Consolato Nay Foino |
| Capuccini - Canavessi, Tejera - Andrade, Fernández, Vanzzino - Arremón, Sacco, Castro, Anselmo, Figueroa | Équipes                                    | Pardón - Saldarriaga, Moscoso - Basurto, García, Ulloa - Muro, Villanueva, Aranda, Montellanos, Lavalle |       | Spectateurs : 22 000 Arbitrage : Consolato Nay Foino | Spectateurs : 22 000 Arbitrage : Consolato Nay Foino |

| 6 novembre 1927                                                                                          | Uruguay                                                                                 | 9 – 0                                                                                              | Bolivie | Estadio Nacional (Lima)                          |                                                  |
| | Petrone 18e, 65e, 81e · Figueroa 19e, 67e, 69e · Arremón 43e · Castro 68e · Scarone 86e | (3 - 0)                                                                                            |         | Spectateurs : 6 000 Arbitrage : Benjamín Fuentes | Spectateurs : 6 000 Arbitrage : Benjamín Fuentes |
| Capuccini - Bucetta, Tejera - Andrade, Fernández, Vanzzino - Arremón, Petrone, Castro, Scarone, Figueroa | Équipes                                                                                 | Bermúdez - Chavarría, Lara - J. Soto, Renjel, Pinilla - C. Soto, Méndez, Toro, Bustamante, Alborta |         | Spectateurs : 6 000 Arbitrage : Benjamín Fuentes | Spectateurs : 6 000 Arbitrage : Benjamín Fuentes |

| 20 novembre 1927                                                                                       | Argentine                                               | 3 – 2 | Uruguay          | Estadio Nacional (Lima)                        |                                                |
| | Recanattini 56e (pen.) · Luna 70e · Canavessi 85e (csc) | (0 - 1) | Scarone 33e, 79e | Spectateurs : 26 000 Arbitrage : David Thurner | Spectateurs : 26 000 Arbitrage : David Thurner |
| Díaz - Bidoglio, Recanattini - Evaristo, Monti, Zumelzú - Carricaberry, Maglio, Ferreira, Seoane, Luna | Équipes                                                 | Capuccini - Canavessi, Tejera - Andrade, Fernández, Vanzzino - Arremón, Petrone, Castro, Scarone, Figueroa |                  | Spectateurs : 26 000 Arbitrage : David Thurner | Spectateurs : 26 000 Arbitrage : David Thurner |

## Navigation